# DEFB107B
DEFB107B (англ. Defensin beta 107B) – білок, який кодується однойменним геном, розташованим у людей на 8-й хромосомі. Довжина поліпептидного ланцюга білка становить 70 амінокислот, а молекулярна маса — 7 846.
| 10         |  | 20         |  | 30         |  | 40         |  | 50         |
| ---------- |  | ---------- |  | ---------- |  | ---------- |  | ---------- |
| MPGAMKIFVF |  | ILAALILLAQ |  | IFQARTAIHR |  | ALISKRMEGH |  | CEAECLTFEV |
| KIGGCRAELA |  | PFCCKNRKKH |  |            |  |            |  |            |

A: Аланін

C: Цистеїн

E: Глутамінова кислота

F: Фенілаланін

G: Гліцин

H: Гістидин

I: Ізолейцин

K: Лізин

L: Лейцин

M: Метіонін

N: Аспарагін

P: Пролін

Q: Глутамін

R: Аргінін

S: Серин

T: Треонін

Кодований геном білок за функціями належить до антибіотиків, антимікробних білків. 
Секретований назовні.